# Fábricas Agrupadas de Muñecas de Onil Sociedad Anónima
Fábricas Agrupadas de Muñecas de Onil Sociedad Anónima, más conocida por su acrónimo FAMOSA, es una empresa de juguetería históricamente ubicada en el pueblo de Onil (Provincia de Alicante, Comunidad Valenciana, España). De 2010 a 2019, perteneció a Sun Capital, un fondo estadounidense de capital riesgo. Desde 2019 pertenece a la empresa italiana Giochi Preziosi. Su sede social se encuentra en el polígono industrial Las Atalayas de Alicante.

## Antecedentes
La población alicantina de Onil, desde finales del siglo XIX, ha sido tradicionalmente una localidad productora de muñecas. Desde que Ramón Mira Vidal se decidiera a fabricar muñecas con barro, inspirado en la idea de franceses, ingleses y alemanes, muchas pequeñas empresas y talleres de la localidad se dedicaron de lleno al oficio.
A mediados del siglo XX, la aparición del plástico, material mucho más maleable, barato y fácil de trabajar que los componentes tradicionales, provocó un importante desarrollo en los talleres tradiciones de muñecas. Hasta este momento, las muñecas, que se fabricaban con barro, se transportaban en burro a través de diferentes caminos con superficie irregular, lo que provocaba que muchas llegaran rotas o en mal estado. Sin embargo, la incorporación del plástico en la industria también provocó que las empresas de la población de Onil se viesen ante una situación complicada. Los escasos beneficios que obtenían dificultaban la adquisición de maquinaria nueva para renovarse, comprometiendo seriamente su futuro. Por otra parte, las muñecas que fabricaban se caracterizaban por su laboriosidad, lo que incrementaba su precio y las hacía difíciles de vender. Además, el comprador las comenzó a considerar pasadas de moda. Por ello, los talleres de la localidad decidieron agruparse bajo una misma firma, con el objetivo de hacer frente a la competencia a través de la adquisición de nueva maquinaria. De esta forma, lograron persistir en un mercado cambiante y altamente competitivo, evitando la desaparición de un amplio número de empresas pertenecientes a la región.

## Historia
En febrero de 1957, un total de 25 pequeñas empresas de Onil se unieron, constituyendo Famosa (Fábricas Agrupadas de Muñecas de Onil, S.A.) siendo su primer director general Isidro Rico, que en el año 1978 sería sustituido por Jaime Ferri. El mercado acogió muy bien la idea y daba la impresión de que todos estaban muy satisfechos con el nuevo escenario. El primer inconveniente grave al que hizo frente Famosa vino del interior de la propia agrupación, pues el abandono de cuatro empresas que la formaban arrastró a una mayoría de ellas a abandonar la sociedad. El hecho de tratarse de empresas de la misma localidad, e incluso con lazos familiares entre ellas, propició esta "huida". Así pues, Famosa solo continuó con cinco de las empresas fundadoras, que decidieron seguir adelante con el proyecto.
Otro fuerte revés que sufrió esta primeriza Famosa fue el lanzamiento del muñeco "Baby Godín" en el año 1963. Cuando todo estaba preparado y con los pedidos a punto de servirse, comprobaron en los almacenes que el color carne de los muñecos se transformó inexplicablemente en un color amarillo, hecho que impidió la comercialización. La baja calidad del plástico con el que se trabajaba seguramente fue la causante de tal imprevisto. Un plástico de mala calidad, pero que era el único que el gobierno de entonces permitía comprar, pues estaba severamente restringida la importación de esta materia prima. Pero el empeño de los alicantinos pudo más que estos problemas y con la apertura hacia nuevos mercados, Famosa decidió acudir a ferias extranjeras como la de Lyon. En ella se trasladaron el entonces director general de la compañía Isidro Rico y Ramón Sempere con una furgoneta recién adquirida. Las negociaciones en la feria fueron un fracaso y regresaron a Onil con la cartera de pedidos vacía. Más o menos en esa época asistió Famosa como expositora en la feria del juguete de Núremberg pero la dirección de la feria no les concedió espacio en el recinto ferial y tuvieron que situarse en el rellano de una escalera, colocando sus muñecas en los peldaños de las escaleras.
Un tiempo después, contactaron con Geobra Brandstätter que estaba lanzando una curiosa línea de muñecos: Playmobil, juguete totalmente desconocido que fue presentado en España por Jaime Ferri quien a la larga sería uno de los directores generales de Famosa. La presentación fue un acierto. Los primeros contactos entre ambas empresas tuvieron lugar en 1973, empezándose a fabricar los clicks en Onil en el año 1976. La fecha de la desaparición de Famobil no se sabe con certeza, pues aunque sucedió entre 1982 y 1983, Famobil se diluyó en el tiempo sustituida por Playmobil Ibérica, S.A. Posteriormente, Famosa abandonó la licencia con Playmobil, y creó una línea nueva de productos enfocados a personajes y escenarios de películas de animación.

## SigloXXI
En 2002, Famosa lo constituían una veintena de familias fundadoras. Fue adquirida por un grupo inversor liderado por Inveralia y Torreal.
En 2003, promociones Famosa fusionó todas sus fábricas y las vendió a tres empresas: Caja de Ahorros del Mediterráneo, Inveralia y Torreal, Ahorro Corporación.
Posteriormente, en 2005 Famosa es comprada por el fondo de capital riesgo del Banco Santander, Vista Capital, al grupo inversor liderado por Inveralia y Torreal por 80 millones de euros de capital y 75 millones de deuda. Tras esta venta la producción en la factoría española, se vio reducida en un 70%, al deslocalizarse a China, llevando este hecho a muchas familias y empresas a la quiebra.
En 2006, Famosa compró la empresa Feber, situada en la vecina Ibi, habiendo comprado meses antes Play by Play', dedicada a los peluches. Con esta operación, se convirtió en líder en España en las categorías de 'outdoor' y vehículos a batería reforzando su presencia internacional. En 2008, Famosa adquirió los derechos para fabricar y comercializar dos figuras del famoso personaje eurovisivo, Chikilicuatre. Su popular villancico en anuncios con el lema "Las muñecas de FAMOSA se dirigen al portal" ha sido ampliamente parodiado en las televisiones españolas cada Navidad.
Durante los años 2008 y 2009, Famosa sufrió graves pérdidas económicas. En 2010, se cerró la venta de Famosa al fondo de capital riesgo estadounidense Sun Capital.
En 2019 la empresa italiana Giochi Preziosi compró Famosa, por lo que la marca italiana desapareció en el mercado español para priorizar la histórica.
En 2022, la marca de Famosa, Nenuco vuelve a Chile, después de 19 años, siendo distribuido por Rochet, Joymark, Grupo Rhointer y actualmente por Ansaldo,

## Villancico de FAMOSA
El villancico tenía como estrofa: Las muñecas de Famosa se dirigen al portal, para hacer llegar al Niño su cariño y su amistad. Y Jesús, en el pesebre, se ríe porque está alegre. Nochebuena de amor, Navidad jubilosa: es el mensaje feliz de las muñecas Famosa. Fue un villancico publicitario escrito por Luis Figuerola-Ferretti.

## Enlaces relacionados
- Página oficial de FAMOSA S.L.

- Datos: Q8963176